# 玄武丸
玄武丸は開拓使付属船。
「玄武丸」は、明治4年に開拓使次官黒田清隆がホーレス・ケプロンに建造を依頼した2隻の船の内の一隻（もう一隻は「矯龍丸」）である。2隻の建造はケプロンから依頼を受けたニューヨーク市教育長のベーカーによりニューヨーク、ブルックリンのペイロン社に発注され、明治5年に完成したが、代金支払いが遅れたため日本への回航も遅れ、「玄武丸」が横浜に到着したのは1873年4月28日であった。
開拓使が陸軍省に提出した仕様によれば、「玄武丸」はスクーナー形帆装の木製スクリュー船で、901トン、長さ203尺、幅28尺、100馬力である。『函館海運史』205ページにも同じ数値が載っているが、トン数は総トン数となっている。同書247ページにはトン数644.7、馬力78とある。『日本郵船船舶100年史』では700GT、78/310HP、11ノット、垂線間長59.33m、幅8.55m、深さ4.89mとなっている。『日本郵船株式會社五十年史』には総トン数645とある。船長196尺という数字もある。日本への回航後、大砲1門、予砲1門が備えられた。
「玄武丸」は東京・函館間に不定期で就航し、1875年には「玄武丸」による東京・函館・小樽間の定期航路が開設された。
1874年1月、おそらく樺太問題に関係して「玄武丸」は樺太行きを命じられている。同年10月にはおそらく台湾出兵関係で清の天清へ赴いた。1875年9月、「玄武丸」は樺太・千島交換条約により新たに領土となった千島列島の視察に赴いた。12月、「玄武丸」は特命全権公使森有礼一行を乗せて芝罘へ向かった。1876年1月、「玄武丸」は特命全権弁理大臣に任命された黒田を乗せ、「日進」、「孟春」、「高雄」など5隻と共に朝鮮へ向かった。
「玄武丸」の船長はアメリカ人アスキンスであったが、1874年3月に「玄武丸」座礁の責任をとってアスキンスが帰国したため、ドイツ人のシュミットに代わった。黒田はシュミットに好感を持ち、その給与を上げさせている。
開拓使廃止後は北海道運輸所属となり、その後合併に伴い共同運輸、次いで日本郵船所属となる。1897年6月28日、函館の縣勇三郎に売却。、1901年4月、敦賀汽船に売却。
1907年2月17日、猿ノ森海岸で座礁し全損となった。